# Cantó de Chabanès
El cantó de Chabanès és un cantó francès del departament del Charente, situat al districte de Confolent. Té 11 municipis i el cap és Chabanès.

## Municipis
- Chabanès
- Chabrac
- Chassanom
- Chirac
- Estanhac
- Eissiduelh
- La Peirusa
- Pressinhac
- Sent Quentin
- Saugond
- Suris

## Història
| Data d'elecció                           | Identitat        | Partit        | Qualitat |
| ---------------------------------------- | ---------------- | ------------- | -------- |
| 1945-1951                                | M. Sautreaux     | PCF           |          |
| 1951-1958                                | Jean Valentin    | RGR           |          |
| 1958-1976                                | Julien Raynaud   | PCF           |          |
| 1976-2001                                | André Soury      | PCF           |          |
| 2001-                                    | Jean-Marie Judde | Divers gauche |          |
| les dades anteriors no són pas conegudes |                  |               |          |
|                                          |                  |               |          |